# Pelouse de la Verrerie
La Pelouse de la Verrerie  est une zone naturelle protégée de Velars-sur-Ouche, dans le département de la Côte-d'Or.

## Statut
Le site est une zone naturelle protégée, classée zone naturelle d'intérêt écologique, faunistique et floristique (ZNIEFF) de type I, sous le numéro régional no 10090000.

## Description
Le site est une pelouse sèche calcaire ensoleillée, dominant des falaises de la Vallée de l'Ouche à l'est de Velars.

## Espèces remarquables

### Oiseaux
Perdrix rouge, engoulevent d'Europe, alouette lulu

### Flore
Silène à oreillettes, Inule des montagnes, Anthyllis des montagnes, Stippe penné.